# Dwergmees
De dwergmees (Aegithalos exilis synoniem: Psaltria exilis) is een zangvogel uit de familie staartmezen (Aegithalidae).

## Kenmerken
Deze vogel heeft een bruin-met-grijs verenkleed. De lichaamslengte bedraagt nauwelijks 12 cm.

## Nest
Dit bestaat uit een hangende korf, met aan de zijkant een grote opening.

## Verspreiding en leefgebied
Deze soort komt voor in de bergen van westelijk en centraal Java.